# Biegsame Kiefer

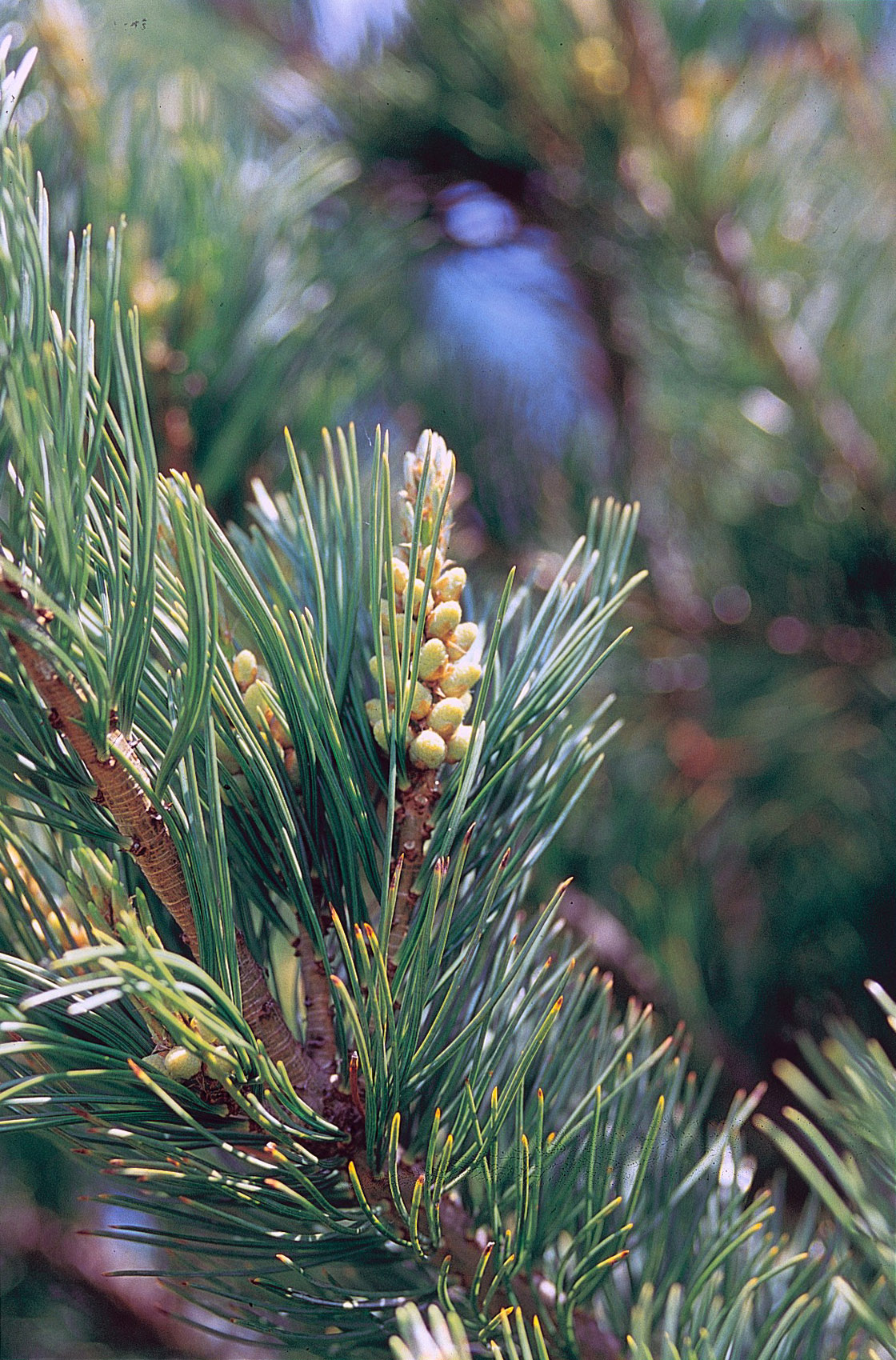
Männliche Blütenzapfen und Nadeln

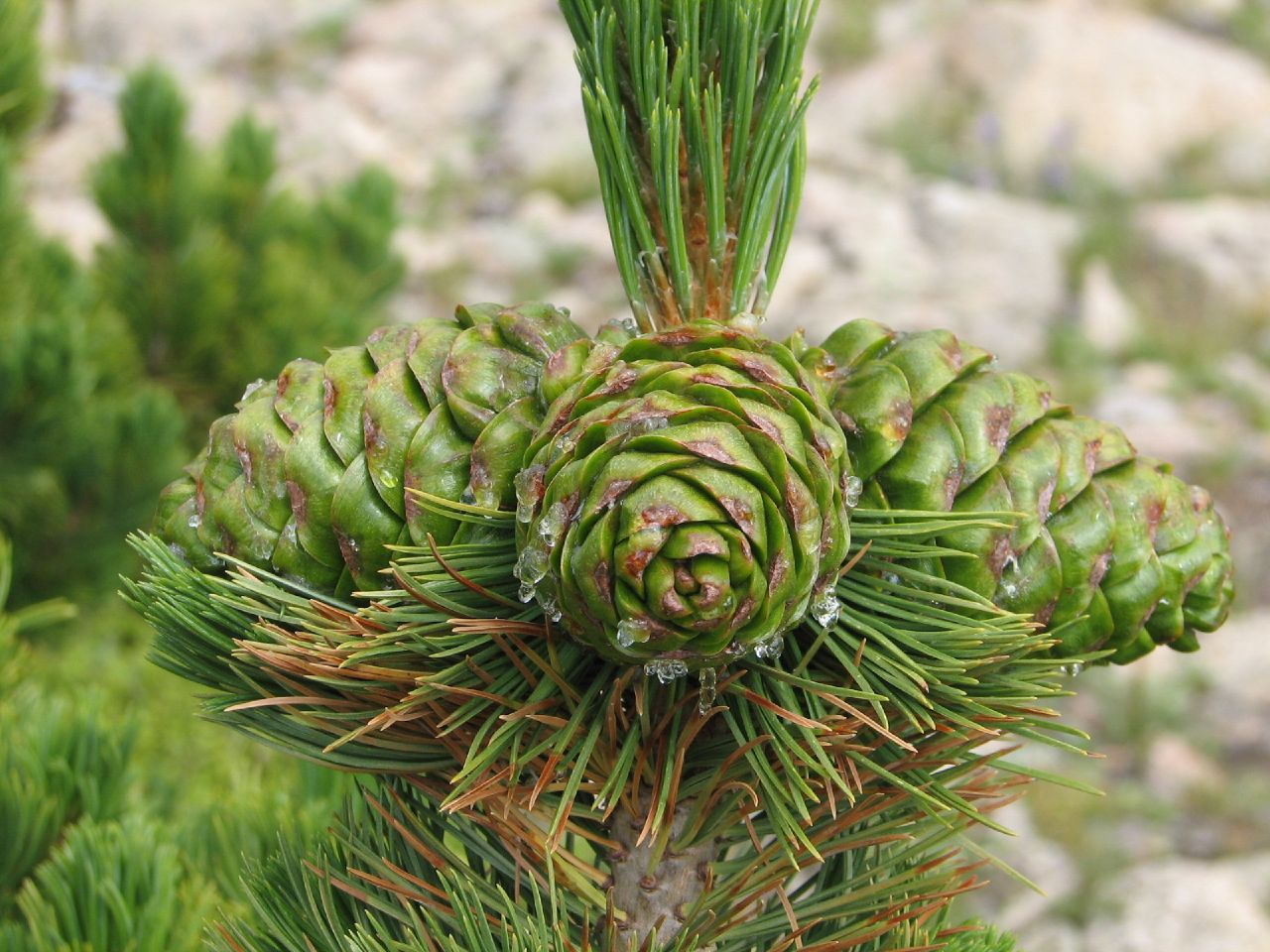
Unreife Samenzapfen

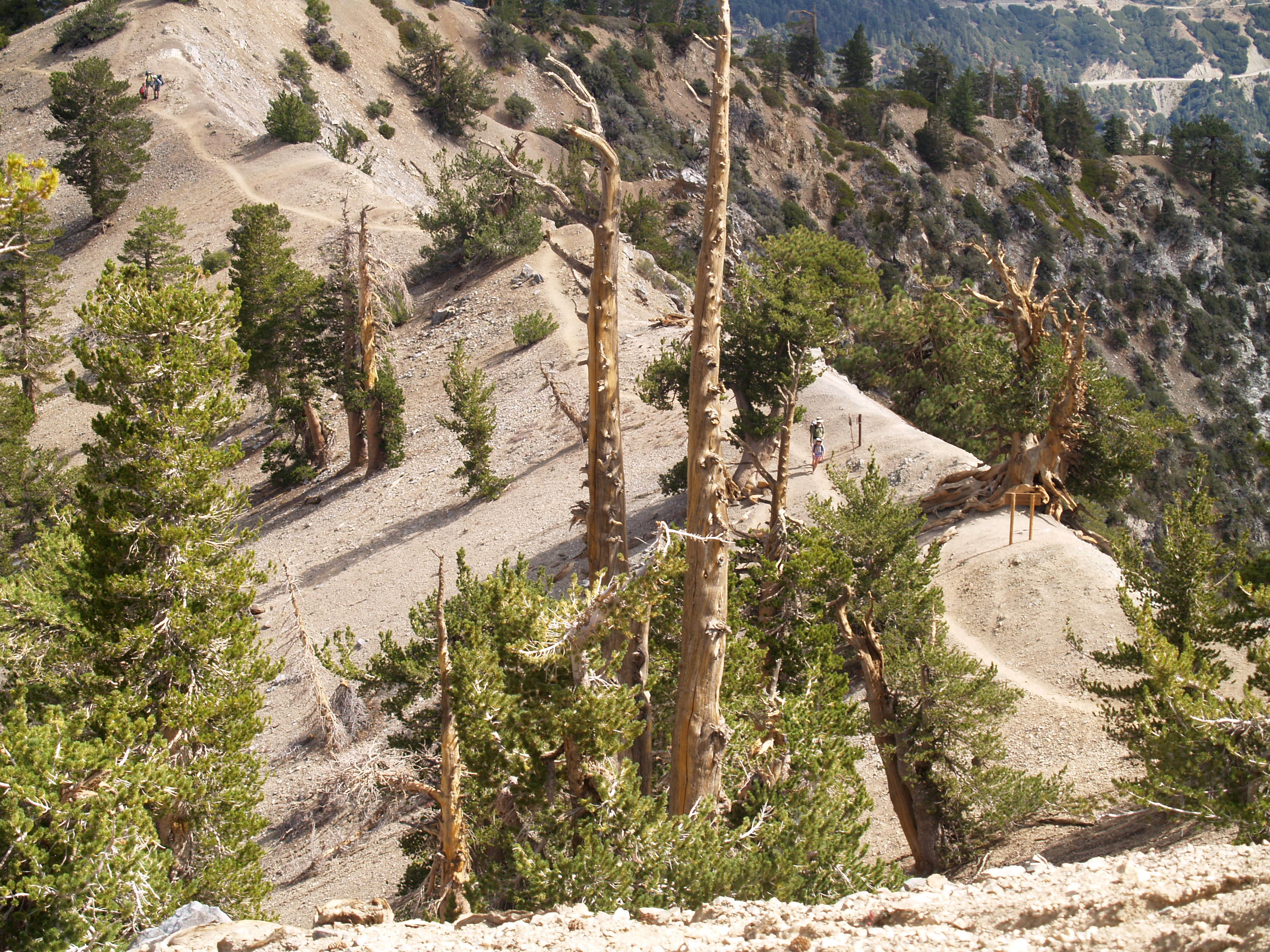
Biegsame Kiefern in den San Gabriel Mountains

Die Biegsame Kiefer (Pinus flexilis), auch Nevada-Zirbelkiefer genannt, ist ein langsam wachsender Nadelbaum, der in Gebirgen im Westen Nordamerikas beheimatet ist. Sie wird selten höher als 20 Meter und erreicht ein maximales Alter von etwa 400 Jahren.

## Beschreibung
Die Biegsame Kiefer ist ein 20 bis 35 Meter hoher Baum mit lockerer, in der Jugend kegelförmiger, im Alter breiter und gerundeter Krone und flacher Bewurzelung. Der Stamm erreicht Durchmesser von 100 bis 120 Zentimeter und ist mit einer 2,5 bis 5 Zentimeter dicken Schuppenborke bedeckt. Im Freistand bleibt der Stamm kurz. Meist wächst die Art mehrstämmig und krumm, an der Waldgrenze sogar buschig. Die Äste stehen aufrecht oder sind bogig aufsteigend. Junge Triebe sind gelbgrün, kahl oder mit kurzen, braunen Haaren versehen. Später werden sie hellgrau und bleiben biegsam, was der Art ihren Namen eingebracht hat. Die Winterknospen werden etwa 1 Zentimeter lang. Sie sind breit eiförmig und zugespitzt. An Kurztrieben werden fünf 4 bis 8 Zentimeter lange und 1 Millimeter breite Nadeln gebildet, die in pinselartigen, lockeren Büscheln angeordnet sind. Die 1,5 Zentimeter langen Nadelscheiden fallen früh ab. Die Nadeln sind steif, gerade oder etwas gebogen, im Querschnitt beinahe dreieckig und ganzrandig mit Spaltöffnungsstreifen auf jeder Seite. Die Lebensdauer der Nadeln beträgt 5 bis 6 Jahre.
Die Biegsame Kiefer ist einhäusig. Die männlichen Blütenzapfen werden etwa 1 Zentimeter groß und sind rötlich. Die weiblichen Blütenstände sind länglich-eiförmig, stehen aufrecht und meist in Gruppen zu drei und vier zusammen. Die fast sitzenden, glänzend hellbraunen und stark verharzten Zapfen werden 7 bis 15 Zentimeter lang und 4 bis 6 Zentimeter breit. Die hartschaligen Samen werden 8 bis 12 Millimeter lang und 7 bis 8 Millimeter breit. Sie sind mit einem 2 Millimeter breiten, bald abfallenden Flügelsaum ausgestattet. Die Samen reifen im zweiten Jahr. Die Blütezeit ist im Juni und Juli, die Samen reifen im August und September.
Die Chromosomenzahl beträgt {\displaystyle 2n=24}.

## Verbreitung und Standortansprüche

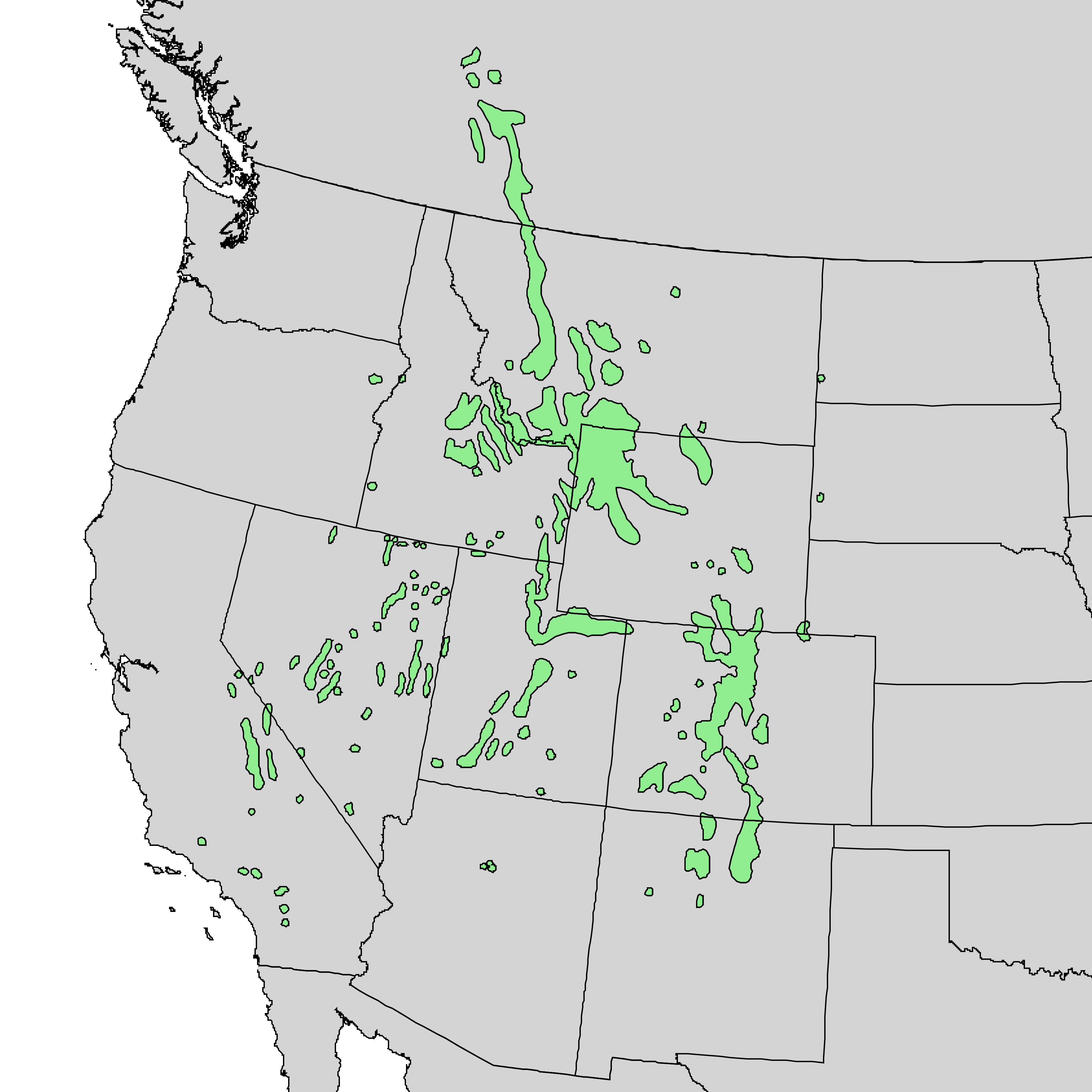
Verbreitungsgebiet der Biegsamen Kiefer

Die Biegsame Kiefer ist in einem inselartig zergliederten Gebiet im westlichen Nordamerika beheimatet, in den Rocky Mountains, den kalifornischen White Mountains und in der Sierra Nevada. Man findet sie vom südöstlichen British Columbia und Südwest-Alberta bis Kalifornien, Utah und Colorado und nach Osten bis North Dakota, South Dakota und Südwest-Nebraska. Isolierte Vorkommen gibt es in Nord-Arizona und im Norden von New Mexico.
Sie gedeiht auf trockenen, nährstoffarmen, flach bis mittelgründigen Standorten an Steilhängen in Höhen von 1000 bis 3700 Metern.
Die Biegsame Kiefer wird in der Roten Liste der IUCN als nicht gefährdet („Lower Risk/Least Concern“) geführt. Es wird jedoch darauf hingewiesen, dass eine neuerliche Überprüfung der Gefährdung nötig ist.

## Ökologie
Die Biegsame Kiefer bildet selten Reinbestände und ist meist mit der Douglasie sowie Tannen- und Fichtenarten vergesellschaftet. Wie viele andere fünfnadelige Kiefern ist sie sehr anfällig für den Strobenrost.

## Systematik
Die Biegsame Kiefer wird in der Gattung der Kiefern der Untergattung Strobus zugeordnet, dort in der Sektion Quinquefoliae der Untersektion Strobus. Die Erstbeschreibung von Pinus flexilis erfolgte 1824 durch Edwin P. James in W.H. Keating, Narrat. Exp. St. Peter’s River, Band 2, Seite 35. Synonyme von Pinus flexilis E.James sind Pinus cembra var. flexilis (E.James) F.Sanders, Apinus flexilis (E.James) Rydb., Pinus lambertiana var. brevifolia Hook. und Pinus novaemexicana P.Landry.
Im Überschneidungsgebiet von Pinus flexilis und Pinus strobiformis findet man Hybriden.
Der Kultivar 'Firmament’ unterscheidet sich von der Art durch die kürzeren, gleichmäßig graublauen Nadeln.

## Verwendung
Das Holz ist wirtschaftlich unbedeutend, wegen der langen, blaugrünen Nadeln hat die Biegsame Kiefer jedoch einen gewissen Zierwert. Sie gelangte 1861 nach Europa und ist in Mitteleuropa völlig winterhart. Die Samen ähneln denen der Zirbelkiefer und sind ebenfalls essbar und wohlschmeckend.

## Nachweise